# Poker Face
Poker Face è un singolo della cantante statunitense Lady Gaga, pubblicato il 26 settembre 2008 come secondo estratto dal primo album in studio The Fame.
La canzone è caratterizzata da sonorità elettropop dance, molto simili al precedente singolo Just Dance, ma con un tono musicale più dark. La ripetizione Mum-mum-mum-mah! prende origine dal brano del 1977 Ma Baker dei Boney M.
Il brano ha riscosso un successo planetario, imponendosi alla numero uno nelle classifiche di oltre venti Paesi, tra i quali Australia, Stati Uniti, Canada, Regno Unito, Germania e molte altre nazioni europee, divenendo un vero e proprio tormentone. Nel 2009 è stato il 3º brano più venduto in Italia e si è inoltre aggiudicato otto dischi di Platino in Canada, sei in Australia e dieci negli Stati Uniti (corrispondente a un disco di diamante).
Poker Face risulta essere uno dei singoli più conosciuti della cantante e tra i più venduti nell'era digitale, con più di 14 milioni di copie all'attivo, ed è stato premiato nel 2015 con il Digital Diamond Award dalla RIAA, come precedentemente accaduto a Bad Romance, per aver venduto oltre 10 milioni di copie digitali.
Il singolo ha valso alla cantante tre nomination nelle categorie musica dell'anno, brano dell'anno e miglior brano dance ai 52° Grammy Awards, e l'ha fatta vincere nella categoria per il miglior brano dance.
La rivista Rolling Stone ha assegnato al brano il 96º posto nella classifica delle "100 canzoni più belle del decennio 2000-2009".

## Antefatti
Poker Face prende spunto dal passato sfrenato e provocatorio della cantante che a 21 anni aveva condotto una vita disinibita. L'idea del brano ha avuto origine al tempo in cui Lady Gaga si esibiva come cubista a New York, nei nightclub del Lower East Side. Il nucleo del brano balenò nella mente di Stefani in maniera inconsueta.
Sullivan, un amico di Gaga, ha raccontato che il brano scaturì quando Stefani ruppe con Lüc, il suo fidanzato. Lady Gaga chiese all'amico se fosse una buona idea andare al locale in cui il suo ex lavorava per parlargli, e lui rispose che avrebbe dovuto farlo per mostrare agli altri quanto stesse bene anche senza stare con lui. "Non hai capito come si deve fare con un tipo come Lüc. Devi mostrargli la tua faccia da poker" ribatté Sullivan. Stefani rise divertita.
(Dichiarazione di RedOne che era in un primo momento riluttante ad accettare di produrre un'artista sconosciuta come Lady Gaga, che non aveva ancora firmato un contratto discografico, ma tra i due è subito scattata una familiarità reciproca.)
Lady Gaga ha scritto Poker Face in 10 minuti e di suo pugno in sodalizio con RedOne, insieme ai promettenti singoli Just Dance e LoveGame. Lady Gaga ha registrato il brano nei Record Plant Studios di Hollywood, in California. Poker Face è destinata a un ragazzo, che ricorre costantemente in terza persona e al quale Lady Gaga si rivolge con battute mordaci e piccanti.
In un'intervista la cantante ha dichiarato di aver scritto Poker Face come una canzone pop che rendesse omaggio ai suoi ex fidanzati rock and roll. Ha anche affermato che la fonte principale del brano fosse il sesso e il gioco disonesto. In un'intervista concessa al quotidiano britannico The Daily Star, Lady Gaga ha confessato di essere un'amante delle scommesse lucrose ma di aver frequentato ragazzi ben più spinti di lei che divinizzavano letteralmente i giochi d'azzardo, l'alcool e il sesso. Ha creato così dal nulla un brano che mescolava i vari elementi per fare un regalo al suo ragazzo.
Poker Face è un implicito inno allo svago sessuale. Il termine Poker Face rappresenta i raggiri che la cantante mette in atto per adescare un uomo e talvolta una donna allo scopo di portargli via il denaro. Il brano ha sollevato un dibattito per la doppia lettura del titolo, detto Poke Her Face (posare la sua faccia), un'allusione alquanto esplicita al sesso orale (alla fellatio in particolare).
In un'intervista concessa al Rolling Stone, Gaga ha chiarito il significato della frase «bluffin' with my muffin», spiegando:

"Naturalmente, è la faccia da poker della mia vagina! Ho preso quella frase da un altro brano che ho scritto ma non ho mai pubblicato, dal nome Blueberry Kisses. Ruota attorno a una ragazza che canta al suo uomo come vuole essere leccata lì, e ho usato il resto. [Gaga canta] 'Blueberry kisses, the muffin man misses them kisses'."

Più di una volta Lady Gaga ha parlato del significato del brano, ad esempio in un'intervista nella trasmissione Friday Night with Jonathan Ross; quando il presentatore ha chiesto alla popstar a proposito di alcuni punti del testo che lasciavano intendere che lei fosse bisessuale, lei ha specificato che "quando vado a letto con il mio ragazzo, spesso penso anche alle donne", confermando che Poker Face riguarda la sua identità bisessuale.
In un primo momento ci fu indecisione se rilasciare come secondo singolo Beautiful, Dirty, Rich o Poker Face, ma la scelta ricadde poi sul secondo. Il brano è stato inoltre campionato nel cortometraggio The Fame: Part One, creato dalla Haus of Gaga per promuovere l'album e pubblicato il 4 agosto 2008 sul sito ufficiale della cantante.

## Video musicale
Il video, diretto da Ray Kay e Anthony Mandler, è stato filmato il 3 ottobre 2008. Bwin ha anche provveduto all'equipaggiamento da poker che compare nel video ricevendo in compenso pubblicità.
Il video è stato presentato il 22 ottobre ed è ambientato in una villa con piscina. Originariamente, il regista, Ray Kay, aveva intenzione di girare il video di Poker Face in una spiaggia di Ibiza, prevedendo nella sequenza iniziale Lady Gaga che emergeva dalle acque del mare come «una specie di Halle Berry in Agente 007 - La morte può attendere». Il progetto è stato accantonato all'ultimo minuto e il regista è stato costretto ad individuare una location più adatta.
Il video è stato trasmesso in anteprima il 29 ottobre seguente sul network NewNowNext PopLab. Su MTV UK, ha invece esordito il 17 febbraio 2009.
Le riprese si sono svolte negli ambienti della lussuosa villa Mirage, sull'Isola del Poker di Bwin, nel quale ogni anno la società organizza tornei agonistici di poker. Lady Gaga esibisce cinque costumi differenti nel video, alcuni dei quali interamente disegnati da lei.
All'inizio del filmato la cantante emerge da una piscina, con i capelli raccolti in una cuffia, vestita con un costume nero attillato di latex (con le caratteristiche gemme tridimensionali che decorano molti costumi della cantante) e con una mascherina scintillante di frammenti di specchio. Nel cielo si scorgono lampi e lei è affiancata da due grandi alani arlecchino a macchie nere (di nome Lava e Rumpus). Si sussegue una sequenza imperniata sulla cantante che canta con una cicatrice metallica sulla guancia sinistra e un vestito di Antonio Berardi. Lady Gaga in tuta di lattice e occhiali da sole percorre sinuosamente gli esterni soleggiati della villa, nei quali trovano posto futuristici manichini che sembrano interpretare i suoi inermi schiavi che le spianano il passaggio. Il regista ha commentato le riprese di questa sequenza, dichiarando che «di fronte allo sgomento e alla follia emanata da Lady Gaga, gli addetti alle riprese recedevano davanti a lei».
L'ambientazione diviene improvvisamente notturna e Lady Gaga, con i capelli biondi sciolti e un provocante costume turchese che le lascia scoperti i fianchi e la schiena, inscena una danza sulle sponde della piscina insieme a quattro ballerini in jeans attillati ricoperti solo da un'esile giacca che ne lascia esposto l'addome. L'abito indossato è in linea con lo spirito futuristico e ingegnosamente visionario della popstar, ed è stato progettato personalmente dalla Haus of Gaga e raramente esibito da Lady Gaga al di fuori di questo video.
Di seguito Lady Gaga vestita di nero entra in una stanza, dove assieme ad altri ragazzi e ragazze comincia a giocare a strip poker, vincendo. Dopo aver perso, i compagni iniziano a spogliarsi e a ballare. A questo punto gli ospiti si trovano su un divano bianco e si trastullano disinibiti nel calore del festino sfilandosi di dosso i vestiti. Dopo il secondo ritornello, intravediamo la cantante nascosta in ombra, seduta in riva alla piscina con degli occhiali a schermo che proiettano la scritta "Gaga Pop Culture".
Nel ritornello finale, Lady Gaga, sdraiata su un divano, indossa un costume rosa argenteo e una collana a forme geometriche, firmata Alex & Chloe, ed ammicca maliziosamente ad un ragazzo seminudo seduto al suo fianco. Dopo questi attimi, lui si posa su di lei e i due si baciano.  Il video si conclude con scene di Lady Gaga con il corpo di ballo sulla piscina e di lei da sola in una stanza.

## Descrizione
Poker Face è un brano up-tempo elettropop e dance pop e segue le orme del precedente singolo Just Dance. Mentre in Just Dance è predominante l'elettropop, Poker Face è dominato da una sonorità dark, con una voce nitida nel ritornello e un hook pop, combinando i sintetizzatori di Just Dance con il ritmo più orientato alla dance del futuro singolo, LoveGame.
Secondo Kerri Mason della Billboard, la composizione si ispira alle vibrazioni della downtown di New York. Secondo i dati degli spartiti musicali raccolti sul sito Musicnotes.com da Sony/ATV Music Publishing, la canzone è composta nella misura di un tempo comune, con un tempo moderato di 120 battiti per minuto ed è scritta in La minore. L'estensione vocale di Lady Gaga va dal Sol3 al Do5. Il brano esordisce con un medium tempo seguito da un arrangiamento di corde elettroniche e dalla ripetizione della frase robotica Mum-mum-mum-mah. La voce di Lady Gaga irrompe sulla base musicale con una sonorità sibilante.
Secondo il Daily Star, il ritornello alterna due frasi. Subito dopo l'hook "Can't read my Poker Face" il cantante di sottofondo dice "He's got me like nobody" e poi nella frase seguente "She's got me like nobody". Gaga ha spiegato in un'intervista che la frase porta con sé una certa confusione fra l'amore e il sesso.
Il brano ha destato in alcuni critici il sospetto di aver attinto alla musica del passato. La frase muh-muh-muh-mah! è un apparente campionamento del fortunato singolo del 1977, Ma Baker dei Boney M. In un'intervista concessa al canale olandese RTL Boulevard, Gaga ha così spiegato tale scelta: «Adoro i Boney M, così forse inconsciamente la frase è venuta fuori da sé nella canzone». La voce maschile di sottofondo che segue la voce di Gaga nel ritornello «She's got me like nobody» è stata comparata al brano Barbie Girl degli Aqua, inciso nel 1997.

## Accoglienza
Il brano ha incontrato il favore della critica musicale che si è pronunciata in maniera unanimente positiva. Ha persino raggiunto tre nomination ai 52º Grammy Awards nel 2009, una delle quali conquistata (come Best Dance Recording) e strappata a Madonna. Priya Elan dal The Times, in una sua recensione dell'album The Fame, ha considerato Poker Face uno dei brani più belli, afferrandone l'intricato gioco di parole tra gioco e amore. Il BBC ha osservato come il singolo «deliziosamente incalzante esprima il suo irresistibile desiderio di fortuna e celebrità.» Bill Lamb di About.com ha scritto: «Poker Face è perfetta per la radio pop, ma con leggere modifiche nel mixaggio potrebbe essere altrettanto gradevole a casa, in un'atmosfera cupa, dura e da party notturno. La cantante ha rianimato il mondo del pop in Gran Bretagna e Stati Uniti in uno dei più noiosi momenti dell'anno. Poker Face ha acce come ognuno attende il prossimo passo avanti da Lady Gaga.» Chris Williams di Billboard ha scritto una buona recensione del brano: «Ancora una volta, gli agganci sono presenti in abbondanza, con sintetizzatori ispirati agli anni ottanta, frasi robotiche, e un hook caloroso e allegro nel ritornello, che è anche più intrigante del precedente singolo (Just Dance) [...] Con una concentrata visione artistica, un'eleganza nello stile della sua intervista e soprattutto, una fantastica conoscenza di differenti repertori pop, Gaga sta giocando le sue carte nella maniera giusta - e "Poker" è un altro evidente asso.»
Il critico Sal Cinquemani di Slant Magazine ha incluso Poker Face tra le canzoni di maggior spicco in The Fame, ossia Starstruck, Paper Gangsta e Summerboy. Matthew Chisling di Allmusic ha definito il brano «contagioso» e l'ha elogiato insieme alla title track dell'album, The Fame, per la sua capacità di «ringiovanire il ritmo nella seconda parte dell'album.» Andy Downing del Chicago Tribune, nella sua recensione del The Fame Ball Tour, ha definito la canzone «vivace». Evan Sawdey di PopMatters ha avvertito come Poker Face, insieme alla più melodica traccia Paparazzi, percorra in gran parte lo stesso «sfavillante territorio che il precedente singolo Just Dance aveva già esplorato, ma mai una volta fa sentire come Gaga si stia deliberatamente ripetendo.» Il Rolling Stone non ha potuto far a meno di esaltare il canto di Lady Gaga nella versione live sostenendo che in questo momento richiamasse la musica di Amy Winehouse. Erika Hobert della rivista New Times Broward-Palm Beach ha definito la canzone un «europop a metà tra il trash e il fantastico.»

## Tracce
AUS CD Single
1. Poker Face (Album Version) – 4:00
2. Just Dance (Robots to Mars Remix) – 4:38

UK CD Single
1. Poker Face (Album Version) – 3:58
2. Poker Face (Tommy Sparks & The Fury Remix) – 3:59

UK Remixes & US LP Vinyl
1. Poker Face (Space Cowboy Remix)
2. Poker Face (Jody Den Broeder Remix)
3. Poker Face (Dave Audè Remix)
4. Poker Face (Album Version)
5. Poker Face (Instrumental)

UK Picture Disc Limited 7' Vinyl
1. Poker Face (Album Version) – 3:58
2. Poker Face (Space Cowboy Remix) – 4:54

German Premium Limited CD Single (include un Poster)
1. Poker Face (Album Version) – 3:58
2. Just Dance (Album Version) – 4:03

Promo CD
1. Poker Face (Radio Mix) – 3:50
2. Poker Face (Album Version) – 3:59
3. Poker Face (Dave Aude Radio Mix) – 3:53
4. Poker Face (Dave Aude Club Mix) – 8:13
5. Poker Face (Dave Aude Club Dub) – 7:20

Promo Radio Mixes
1. Poker Face (Album Version) – 4:01
2. Poker Face (Glam As You Radio Mix By Guena LG) – 3:51
3. Poker Face (Dave Aude Radio Edit) – 3:49
4. Poker Face (LGG Vs. GLG Radio Mix) – 4:06
5. Poker Face (Jody Den Broeder Edit) – 4:21

Promo Club Mixes
1. Poker Face (Glam As You Club Mix By Guena LG) – 7:52
2. Poker Face (Dave Aude Dub) – 7:27
3. Poker Face (LGG Vs. GLG Club Mix) – 6:33
4. Poker Face (Jody Den Broeder Remix) – 8:04
5. Poker Face (Jody Den Broeder Dub) – 8:05
6. Poker Face (Aleko's Club Vocal Mix) – 8:02

UK iTunes EP
1. Poker Face (Album Version)
2. Poker Face (Tommy Sparks & The Fury Remix)
3. Poker Face (Dave Audè Remix)

US Remixes Promo CD
1. Poker Face (Space Cowboy Remix)
2. Poker Face (Dave Audé Club Mix)
3. Poker Face (Jody Den Broeder Remix)
4. Poker Face (Dave Audé Radio Edit)
5. Poker Face (Jody Den Broeder Radio Edit)
6. Poker Face (Dave Audé Dub)
7. Poker Face (Jody Den Broeder Dub)
8. Poker Face (LP Version)
9. Poker Face (Instrumental)

UK Remixes Promo CD
1. Poker Face (Album Version)
2. Poker Face (Dave Audè Club Remix)
3. Poker Face (JDB Club Remix)
4. Poker Face (Glam As You Club Mix)
5. Poker Face (LLG vs. GLG Club Mix)
6. Poker Face (Dave Audè Dub Remix)
7. Poker Face (JDB Dub Remix)
8. Poker Face (Dave Audè Radio Remix)
9. Poker Face (Space Cowboy Remix)

UK Remixes CD & US LP Vinyl
1. Poker Face (Space Cowboy Remix)
2. Poker Face (Jody Den Broeder Remix)
3. Poker Face (Dave Audè Remix)
4. Poker Face (Album Version)
5. Poker Face (Instrumental)

German iTunes EP
1. Poker Face (Album Version)
2. Poker Face (Space Cowboy Remix)
3. Poker Face (Featuring Colby O'Donis)
4. Poker Face (Remix With Cardinal Offishall)

French iTunes EP
1. Poker Face (Glam As You Radio Mix)
2. Poker Face (Jody Den Broeder Radio Edit)
3. Poker Face (LGG vs. GLG Radio Mix)
4. Poker Face (Dave Audé Radio Edit)
5. Poker Face (Space Cowboy Remix)

French iTunes Single
1. Poker Face (Glam As You Club Mix)
2. Poker Face (Jody Den Broeder Remix)
3. Poker Face (LLG vs. GLG Club Mix)
4. Poker Face (Dave Audé Club Mix)

Other Remixes
1. Poker Face (Djs From Mars Remix)

## Esibizioni dal vivo

Lady Gaga mentre si esibisce con Poker Face al The Monster Ball Tour nel 2009

Poker Face è stata cantata in diversi show come The AOL Session, Cherrytree House della Interscope Records e MTV Session. Il brano è stato cantato anche in versione acustica e nella versione originale nel primo tour promozionale dell'artista The Fame Ball Tour. Lady Gaga in tale occasione si è esibita indossando una tuta composta da bolle di plastica trasparente, e suonando un piano di vetro al cui interno si trovavano altre bolle di plastica trasparenti. La versione originale della canzone veniva eseguita da Gaga come ultimo brano dello show, dopo Boys, Boys, Boys. Prima di esibirsi nel brano, la cantante era solita fare un discorso ai fan presenti:"Alcuni dicono che Lady Gaga è una bugia, ed hanno anche ragione: io sono una bugia, e ogni giorno lotto per renderlo reale." Gaga indossava un corsetto color kaki impreziosito da cristalli e piccole pietre, ed un cappello abbinato sul quale compariva la scritta "GAGA".

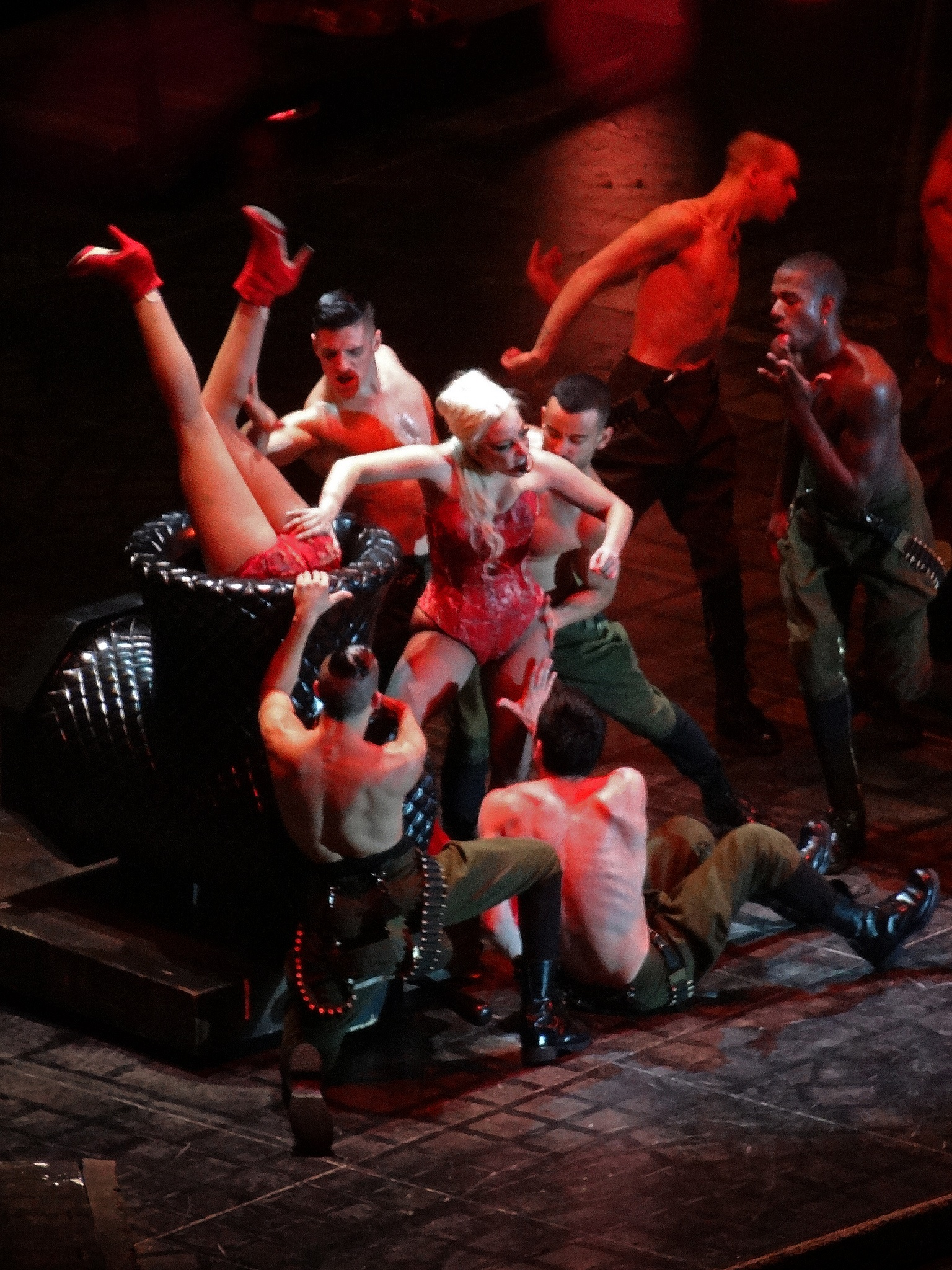
Lady Gaga si esibisce con Poker Face durante il The Born This Way Ball nel 2012

Il 22 febbraio 2009, l'artista ha eseguito la canzone durante l'intervallo della finale della TIM Cup alla Futurshow Station di Bologna, in Italia.
Il 1º aprile successivo, Lady Gaga si è esibita ad American Idol con la versione acustica e normale del brano. L'esibizione è iniziata con Gaga seduta su un pianoforte vestita con un abito di bolle. Ha iniziato subito a cantare la seconda strofa del brano accompagnata da un violino. Dopo il primo ritornello, il ritmo è aumentato. Gaga si è alzata dalla sedia e ha iniziato a cantare la versione normale del brano.
Un'altra versione acustica è stata cantata per il programma BBC Live & In-Session, trasmesso il 19 aprile 2009. Lo stesso giorno la cantante è stata ospite, per la prima volta, della televisione italiana, partecipando alla trasmissione di Raidue Quelli che il calcio, dove ha cantato Poker Face prima di essere intervistata da Simona Ventura. Gaga si è anche esibita con il brano allo show inglese The Paul O'Grady Show e in una versione rock al programma Friday Night with Jonathan Ross. Il 12 maggio 2009 Gaga ha cantato al programma televisivo The Ellen DeGeneres Show con un giroscopio in testa creato dal designer Nasir Mazhar e ha cantato la versione acustica della canzone. Durante i MuchMusic Video Awards 2009, Lady Gaga ha cantato Poker Face e LoveGame. Al termine dall'esibizione ha indossato un reggiseno che sputava scintille. Parte della canzone è stata eseguita da Gaga durante lo show americano Saturday Night Live, durante il quale la pop-star ha indossato una versione gigante del giroscopio composto da grossi cerchi metallici che giravano attorno a lei, attaccati alla sua cintura.
La canzone è stata cantata anche nel secondo tour della cantante, il Monster Ball Tour. Nella versione originale era cantata due volte, mentre nella versione rivisitata viene cantata solo una volta. La versione acustica del brano veniva cantata solo durante lo show originale. La versione originale del brano, invece, compare in entrambe le versioni del tour. Durante lo show originale, Gaga eseguiva il pezzo durante l'ultimo segmento dello spettacolo, indossando una tuta con una fantasia leopardata, con berretto abbinato, oppure con un vestito composto da cinghie e pistole e con un cappello. Durante la performance Gaga eseguiva una nuova coreografia, che mischiava elementi delle scene di ballo del video, con nuovi passi di danza. Nello show rivisitato, invece, Gaga eseguiva la performance del brano durante il quinto atto. Per l'esibizione, la cantante indossava una tuta nera con decori brillanti e particolari in pizzo. La tuta era semi-trasparente, e lasciava intravedere un bikini nero al di sotto. Per la coreografia, furono utilizzati dei passi sfruttati nello show originale, e nuovi passi con elementi di sadomasochismo. Poker Face è stata cantata anche alla 52ª edizione dei Grammy Awards, come performance di apertura della cerimonia.
Nel maggio 2011, Gaga ha cantato la canzone durante il Radio 1's Big Weekend a Carlisle. La cantante ha eseguito il brano anche al suo terzo tour mondiale, il Born This Way Ball, durante il quale per l'esibizione è stato usato un costume tipo meat dress ma sintetico, e durante il successivo tour, ArtRave: The Artpop Ball. La canzone ha fatto anche parte della scaletta della performance all'half-time show del Super Bowl LI ed in seguito del Joanne World Tour.

## Premi
Il 21 giugno 2009, il video è stato premiato come Miglior video internazionale nella cerimonia dei MuchMusic Video Awards 2009, e ha riportato una nomination, pur senza vincerla, nella medesima categoria basata però sul televoto del pubblico.
Il 5 agosto 2009 sono state rivelate le nomination agli MTV Video Music Awards 2009, e Lady Gaga se ne è aggiudicate nove in totale, quattro delle quali per il video di Poker Face nelle categorie Video dell'anno, Miglior video femminile, Miglior video pop e Miglior artista esordiente. Il giorno della cerimonia, il 12 settembre 2009, Lady Gaga ha dominato la serata insieme a Beyoncé per il maggior numero di nomine in una singola serata, accaparrandosi il premio per la Miglior artista esordiente.

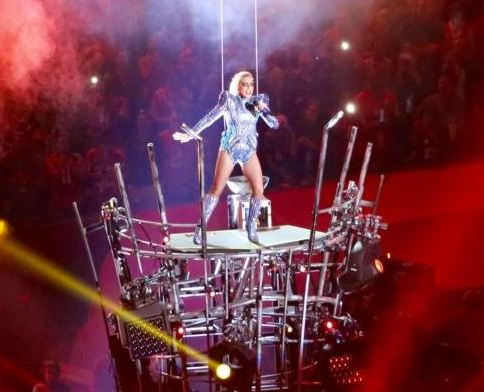
Lady Gaga esegue il brano durante lhalf-time show del Super Bowl LI

Poker Face ha totalizzato inoltre quattro nomination agli MTV Video Music Awards Japan 2010 nelle categorie Video dell'anno, Miglior video femminile, Miglior video dance e Miglior video karaoke. Lady Gaga ha vinto solo quest'ultimo premio.
Ha inoltre vinto un Grammy Award nella categoria miglior brano dance, facendo guadagnare alla cantante il suo primo Grammy.
Il video ha ottenuto la certificazione Vevo per aver raggiunto le 100 milioni di visualizzazioni su YouTube.
Poker Face è stato uno dei brani sorteggiati al titolo di Summer Song, entrando in una classifica, stilata da MTV, per la selezione della miglior canzone dell'estate 2009. Nella MTV 10x10, classifica di fine anno, il brano ha raggiunto la prestigiosa vetta delle Favourite Songs, superando le hits I Gotta Feeling dei Black Eyed Peas e She Wolf di Shakira. Nell'ennesima classifica stilata da MTV al termine dell'anno 2009, Poker Face si piazza al terzo posto nella graduatoria dei cento più grandi successi dell'anno. Il singolo ha ricevuto ben tredici premi tra 2009 e 2010.
Poker Face è stato inoltre il secondo singolo di Lady Gaga a ricevere il Digital Diamond Award dalla RIAA per le oltre 10 milioni di copie vendite digitalmente, rendendo l'artista la seconda statunitense a detenerne due.
| Anno | Premio                                | Categoria                                          | Risultato |
| ---- | ------------------------------------- | -------------------------------------------------- | --------- |
| 2009 | MTV Video Music Awards                | Video dell'anno                                    | Candidato |
| 2009 | MTV Video Music Awards                | Miglior video femminile                            | Candidato |
| 2009 | MTV Video Music Awards                | Miglior video pop                                  | Candidato |
| 2009 | MTV Video Music Awards                | Miglior artista emergente                          | Vinto     |
| 2009 | MuchMusic Video Awards                | Miglior video internazionale                       | Vinto     |
| 2009 | MuchMusic Video Awards                | People's Choice: Miglior video internazionale      | Candidato |
| 2009 | Grammy Awards                         | Registrazione dell'anno                            | Candidato |
| 2009 | Grammy Awards                         | Canzone dell'anno                                  | Candidato |
| 2009 | Grammy Awards                         | Singolo dell'anno                                  | Candidato |
| 2009 | Grammy Awards                         | Miglior brano dance                                | Vinto     |
| 2009 | MTV Australia Awards                  | Miglior video                                      | Candidato |
| 2009 | MTV Europe Music Awards               | Miglior canzone                                    | Candidato |
| 2009 | Channel V Thailand Music Video Awards | Video internazionale dell'anno                     | Vinto     |
| 2009 | Los 40 Principales Awards             | Miglior canzone internazionale in lingua straniera | Candidato |
| 2009 | Los Premios MTV Latinoamérica         | Canzone dell'anno                                  | Vinto     |
| 2009 | Los Premios MTV Latinoamérica         | Miglior suoneria                                   | Candidato |
| 2009 | Premios Oye!                          | Premios Oye for English - Brano dell'anno          | Vinto     |
| 2009 | Teen Choice Awards                    | Choice Music: Singolo                              | Candidato |
| 2009 | TMF Awards                            | Miglior video internazionale                       | Candidato |
| 2009 | World Music Awards                    | Miglior canzone dell'anno                          | Candidato |

## Cover
Diversi artisti hanno voluto cimentarsi nella ripresa di un brano che ha avuto un così grande impatto sul mercato mondiale.
Una cover del brano è stata eseguita dal gruppo musicale pop punk Sunset Takeover. Una delle cover più celebri è tuttavia quella realizzata dal musicista statunitense Chris Daughtry, ex partecipante di American Idol; il 2 luglio 2009 l'artista ha interpretato il brano in maniera molto intensa, in stile ballad. Il 28 luglio 2009 la cantante britannica Pixie Lott ha realizzato una cover in versione acustica del brano. Mika, pop-star libanese, ne ha fatto una cover che è stata inserita nella riedizione di The Boy Who Knew Too Much. Charice si è esibita in una cover del brano il 23 aprile 2010, accostata alla esecuzione di Paparazzi, Bad Romance e Just Dance. Il brano è stato cantato da Eric Cartman nell'episodio Vaffanculo, balene! del cartone animato South Park.

## Successo commerciale
È suggestivo pensare che il lancio del singolo sia stato lento spopolando in un primo momento solo nelle discoteche e nei nightclub. Sin dalla sua uscita sul mercato musicale batté i record di vendite e corona il successo ottenuto con vari dischi di platino.

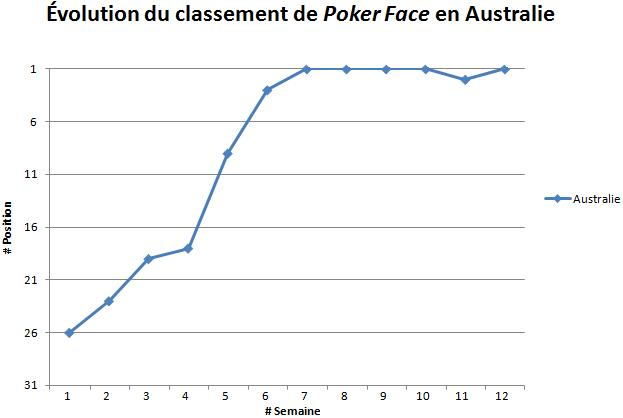
Andamento commerciale di Poker Face in Australia

Mondialmente, il brano ha venduto 9,8 milioni di copie nel 2009, diventando il singolo più venduto di quell'anno e uno dei singoli più venduti nel mondo.

### Europa
Nel Regno Unito, il singolo ha debuttato alla 30ª posizione e dopo dieci settimane è riuscito a raggiungere la vetta della classifica.
In questo Paese il brano ha venduto oltre 1 200 000 copie e per questo è risultato il 90º brano più venduto di tutti i tempi nel Paese.
Il brano è arrivato al numero uno anche in Austria, Belgio (sia Fiandre che Vallonia), Danimarca, Finlandia, Francia, Germania, Irlanda, Norvegia, Paesi Bassi, Polonia, Svezia e Svizzera.
In Italia il brano è restato per 27 settimane in top 20, raggiungendo la 2ª posizione e restandoci per 5 settimane non consecutive.
In Germania, il brano è stato per 75 settimane in classifica, 13 delle quali alla prima posizione. In questo Paese, Poker Face è la canzone più scaricata di sempre ed è la prima ad aver raggiunto i 500 000 downloads.
In Svezia, Poker Face ha esordito alla posizione 32 il 30 ottobre 2008.

### Resto del mondo
Negli Stati Uniti, il brano ha esordito al novantaduesimo posto nella Billboard Hot 100 e ha raggiunto il sesto nella settimana protrattasi sino al 7 marzo 2009,. La settimana dopo il brano è salito di altri tre gradini per arrivare alla numero tre e starvi altre due settimane. Nel numero di Billboard dell'11 aprile 2009, è arrivato alla numero uno della classifica. Poker Face è divenuto il secondo brano consecutivo di Lady Gaga alla numero uno nella Hot 100, e l'ha coronata la seconda nuova artista che ha piazzato i suoi primi due singoli alla numero uno nella classifica dopo Christina Aguilera che era riuscita nella stessa impresa con Genie in a Bottle e What a Girl Wants fra il 1999 e il 2000. Il brano è stato alla numero 1 sia nella Hot Dance Airplay sia nella Hot Dance Club Play. Poker Face si è inoltre imposto come il primo singolo dal successo Sorry di Madonna, del 2006, a piazzarsi in vetta a tutte e tre le classifiche dance in una sola settimana, considerando anche la Hot Dance Singles Sales. La canzone ha venduto oltre 7 500 000 di copie digitali negli Stati Uniti sino a febbraio 2018 secondo Nielsen Soundscan e Billboard e perciò è uno dei singoli più venduti negli Stati Uniti d'America. Questa cifra ha reso Lady Gaga la prima artista nell'era digitale a vendere più di 6 milioni di download con due canzoni (l'altro brano è Just Dance)
Il brano ha padroneggiato le vendite anche in Canada. Il lancio di un nuovo singolo dopo il successo di Just Dance non era stato ancora comunicato, ma Poker Face ha esordito alla numero quarantuno nella Billboard Canadian Hot 100 il 6 settembre 2008. La settimana successiva il singolo è sceso vertiginosamente alla posizione 70, occupando anche nelle settimane a seguire postazioni molto limitate. Poker Face ha incontrato una lenta salita. Nella classifica redatta il 13 dicembre 2008, il singolo è asceso alla numero uno spodestando Hot n Cold di Katy Perry e vi è stato nove settimane non consecutive. Il brano ha totalizzato otto dischi di platino dalla Canadian Recording Industry Association (CRIA) per vendite che ammontano a 640 000 download digitali, risultando così uno dei singoli più venduti in Canada. In Australia, Poker Face ha esordito alla numero ventisei nella classifica dei singoli più venduti nella settimana del 12 ottobre 2008 e nella sua settima settimana è salito in vetta.
In Nuova Zelanda il brano ha debuttato alla 21ª posizione, per poi diventare numero uno dopo 6 settimane.

## In altri media
Il brano è ballato dalla piccola Wenwen Han nel film The Karate Kid - La leggenda continua. Il singolo non ha ancora dominato il mercato musicale mondiale quando la sua base strumentale è scelta per la colonna sonora di una puntata di Ugly Betty, intitolata È il mio lavoro. Viene inoltre utilizzato in una scena di Percy Jackson e gli dei dell'Olimpo.
Nella serie TV The Flash, Cisco Ramon canta Poker Face nel primo episodio della prima stagione, intitolato Pilot, quando Barry Allen si risveglia dal coma. Durante la scena, Caitlin Snow chiede a Cisco perché abbia scelto quella canzone, e questo risponde di sapere che il brano piace a Barry, avendolo letto sul suo profilo Facebook.

## Classifiche

### Classifiche settimanali
| Classifica (2008-25) | Posizione massima |
| -------------------- | ----------------- |
| Australia            | 1                 |
| Austria              | 1                 |
| Belgio (Fiandre)     | 1                 |
| Belgio (Vallonia)    | 1                 |
| Brasile              | 22                |
| Canada               | 1                 |
| Danimarca            | 2                 |
| Europa               | 1                 |
| Finlandia            | 1                 |
| Francia              | 1                 |
| Germania             | 1                 |
| Grecia               | 69                |
| Irlanda              | 1                 |
| Italia               | 2                 |
| Lituania             | 93                |
| Lussemburgo          | 3                 |
| Norvegia             | 1                 |
| Nuova Zelanda        | 1                 |
| Paesi Bassi          | 1                 |
| Regno Unito          | 1                 |
| Repubblica Ceca      | 2                 |
| Romania              | 1                 |
| Russia               | 1                 |
| Singapore            | 12                |
| Slovacchia           | 1                 |
| Spagna               | 2                 |
| Stati Uniti          | 1                 |
| Stati Uniti (dance)  | 1                 |
| Svezia               | 1                 |
| Svizzera             | 1                 |
| Ucraina              | 2                 |
| Ungheria             | 1                 |

### Classifiche di fine anno
| Classifica (2008) | Posizione |
| ----------------- | --------- |
| Australia         | 14        |
| Nuova Zelanda     | 3         |
| Romania           | 9         |
| Classifica (2009) | Posizione |
| Australia         | 11        |
| Austria           | 1         |
| Belgio (Fiandre)  | 1         |
| Belgio (Vallonia) | 1         |
| Canada            | 2         |
| Danimarca         | 2         |
| Europa            | 1         |
| Francia           | 4         |
| Germania          | 1         |
| Irlanda           | 3         |
| Italia            | 3         |
| Paesi Bassi       | 15        |
| Regno Unito       | 1         |
| Russia            | 17        |
| Spagna            | 13        |
| Stati Uniti       | 2         |
| Svezia            | 4         |
| Svizzera          | 1         |
| Ucraina           | 9         |
| Ungheria          | 9         |
| Classifica (2010) | Posizione |
| Europa            | 92        |
| Italia            | 95        |
| Giappone          | 62        |

### Classifiche decennali
| Classifica (anni 2000) | Posizione |
| ---------------------- | --------- |
| Australia              | 4         |
| Austria                | 3         |
| Germania               | 2         |
| Russia                 | 110       |
| Stati Uniti            | 42        |

## Formazione
- Autori - Lady Gaga, RedOne
- Produttore - RedOne
- Strumenti - RedOne
- Registrazione - RedOne
- Ingegneria acustica - Dave Russell
- Voci di sottofondo - Lady Gaga, RedOne
- Missaggio - Robert Orton

## Date di pubblicazione
| Paese        | Data              | Nota    |
| ------------ | ----------------- | ------- |
| Australia    | 23 settembre 2008 | [ 169 ] |
| Nord America | 16 dicembre 2008  | [ 170 ] |
| Regno Unito  | 11 gennaio 2009   | [ 171 ] |
| Germania     | 20 febbraio 2009  | [ 172 ] |
| Svizzera     | 27 febbraio 2009  | [ 173 ] |
| Italia       | 4 aprile 2009     | [ 174 ] |